# Doris Pinčić
Doris Pinčić (* 4. September 1988 in Zadar) ist eine kroatische Filmschauspielerin und Moderatorin. 
Doris Pinčić absolvierte ein Studium an der Akademie der Künste in Osijek. Von 2011 bis 2013 spielte sie die Hauptrolle in der Telenovela Larin izbor, in der sie an der Seite von Ivan Herceg die Lara von Zlatar (geb. Božić) verkörperte. Nach dieser Zeit wurde sie auch als Fernseh- und Radiomoderatorin im Unterhaltungs-Segment aktiv. Ab 2014 spielte sie in der Serie Vatre Ivanjske und 2015 in Horvatovi.

## Filmografie
- 2011–2013: Larin izbor (Fernsehserie, 344 Folgen)
- 2012: Larin izbor: Izgubljeni princ
- 2014–2015: Vatre Ivanjske (Fernsehserie, 99 Folgen)
- 2015: Horvatovi (Fernsehserie, 16 Folgen)
- 2016: Zbog tebe
- 2017: Fuck Off I Love You
- 2018: Happy End